# Knooppunt Watergraafsmeer
Het Knooppunt Watergraafsmeer ligt aan de zuidoostkant van de Nederlandse hoofdstad Amsterdam, nabij de Watergraafsmeer en is een verkeersknooppunt voor de aansluiting van de autosnelweg A1 op de Ringweg van Amsterdam, de A10.
Dit knooppunt is volledig opengesteld in 1990 met de voltooiing van de Ringweg om Amsterdam. Het is aangelegd in de vorm van een half turbineknooppunt.
Een van de verbindingsbogen van de A10 naar de A1 heeft de bijnaam de "frituurbocht" gekregen. Nog geen jaar na de opening van het knooppunt in 1990 reed een vrachtwagenchauffeur die frituurvet vervoerde met hoge snelheid door deze bocht en verongelukte waarbij de chauffeur om het leven kwam. Het gelekte frituurvet op het toen nog relatief nieuwe asfalt was zeer moeilijk te verwijderen, zodat men heeft besloten om deze bocht opnieuw te asfalteren.

## Richtingen knooppunt

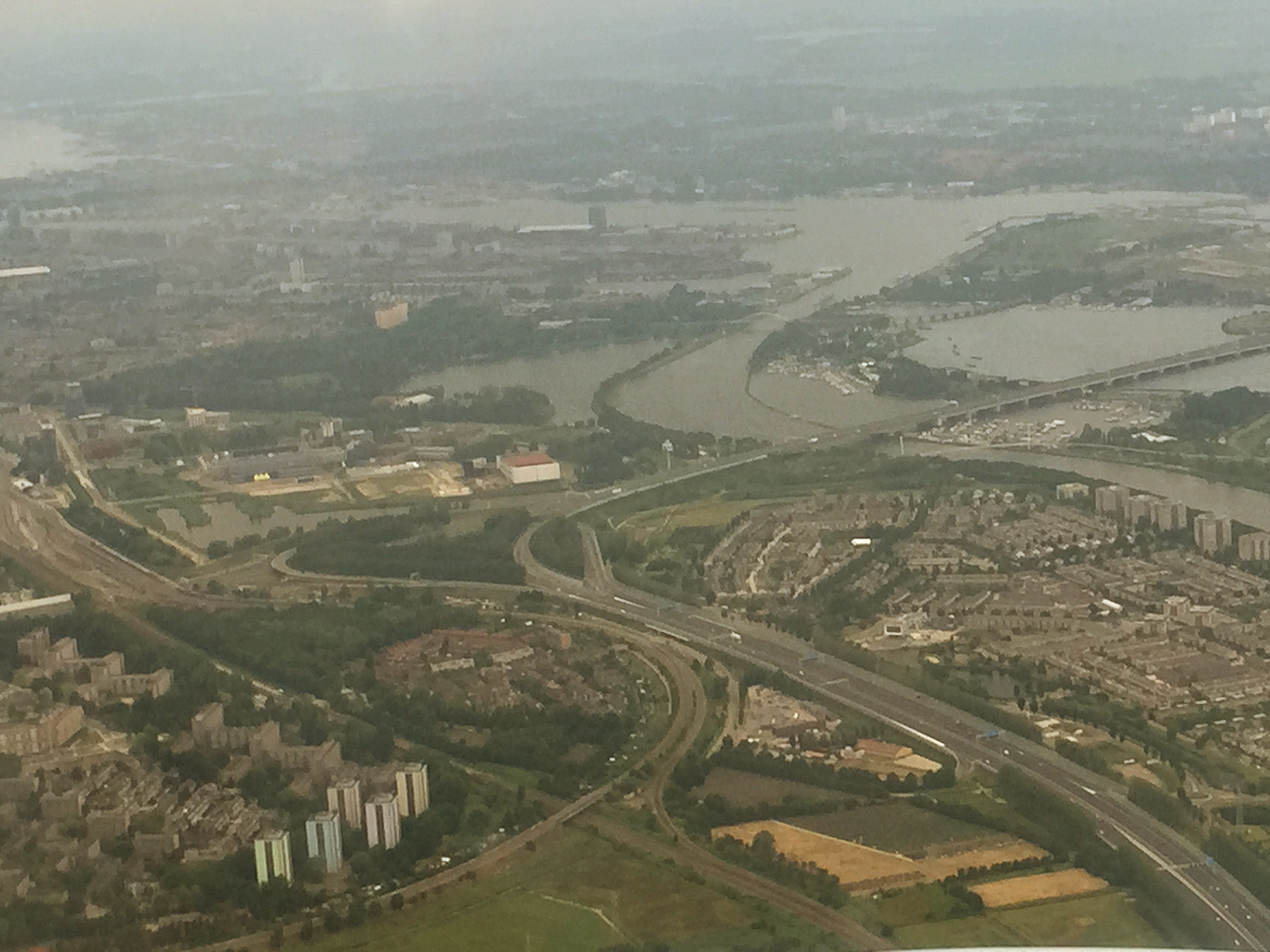
Knooppunt Watergraafsmeer gezien naar het Noordwesten. De Zeeburgerbrug is rechts te zien. Juli 2015

| Aansluitende wegen | Aansluitende wegen | Aansluitende wegen | Aansluitende wegen | Aansluitende wegen                                 |
| ------------------ | ------------------ | ------------------ | ------------------ | -------------------------------------------------- |
|                    |                    |                    |                    | ringweg Amsterdam                                  |
|                    |                    |                    |                    |                                                    |
|                    |                    |                    |                    |                                                    |
|                    |                    |                    |                    |                                                    |
| ringweg Amsterdam  |                    |                    |                    | richting Bussum / Amersfoort / Apeldoorn / Hengelo |

Ringweg A10 (Ringweg-West, -Noord / -Oost / -Zuid)

Overige autosnelwegen:
voorheen Muiderstraatweg (A1) · 
Utrechtseweg (A2) · 
Haagseweg (A4) · 
Westrandweg (A5) · 
Coentunnelweg (A8) ·
Gaasperdammerweg (A9)

Stadsroutes:
S100 ·
S101 ·
S102 ·
S103 ·
S104 ·
S105 ·
S106 ·
S107 ·
S108 ·
S109 ·
S110 ·
S111 ·
S112 ·
S113 ·
S114 ·
S115 ·
S116 ·
S117 ·
S118

Overige wegen:
Gooiseweg ·
Haarlemmerweg ·
Nieuwe Leeuwarderweg ·
Nieuwe Utrechtseweg

Knooppunten:
Amstel ·
Coenplein ·
De Nieuwe Meer ·
Holendrecht ·
Watergraafsmeer
Almere · Amstel · Arnestein · Assen · Azelo · Badhoevedorp · Bankhoef · Batadorp · Beekbergen · Benelux · Beverwijk · Bodegraven ·  Boterdiep ·  Buren · Burgerveen · Coenplein · De Baars · De Hoek · De Hogt · De Nieuwe Meer · De Poel · De Punt · De Stok · Deil · Diemen · Drachten · Drie Klauwen · Eemnes · Ekkersweijer · Emmeloord · Empel · Euvelgunne · Everdingen · Ewijk · Galder · Gooimeer · Gorinchem · Gouwe · Grijsoord · Hattemerbroek · Heerenveen · Hellegatsplein · Het Vonderen · Hintham · Hoevelaken · Hofvliet · Holendrecht · Holsloot · Hoogeveen · Hooipolder · IJmuiden (niet officieel) · Joure · Julianaplein · Kerensheide · Kethelplein · Klaverpolder · Kleinpolderplein · Kooimeer · Kruisdonk · Kunderberg · Lankhorst · Leenderheide · Lunetten · Maanderbroek · Markiezaat · Muiderberg · Neerbosch · Noordhoek · Ommedijk · Oud-Dijk · Oudenrijn · Paalgraven · Princeville · Prins Clausplein · Raasdorp ·  Reitdiep ·  Ressen · Ridderkerk · Rijkevoort · Rijnsweerd · Rottepolderplein · Rozenburg · Sabina · Sint-Annabosch · Stelleplas · Slufter · Ten Esschen · Terbregseplein · Tiglia · Vaanplein · Valburg · Velperbroek · Velsen · Vlaardingen · Vught · Waterberg · Watergraafsmeer · Werpsterhoek · Westerlee · Ypenburg · Zaandam · Zaarderheiken · Zonzeel · Zoomland · Zuidbroek · Zurich

Geplande knooppunten:
De Liemers · Zestienhoven

Voormalige knooppunten:
Bocholtz · Ekkersrijt · Europaplein (Groningen) · Europaplein (Maastricht) · Lindenholt